# Пајаци
Пајаци (итал. Pagliacci) је опера у два чина италијанског композитора Руђера Леонкавала и представља најпознатију оперу овог композитора и једину која се и данас изводи. Либрето је написао сам композитор, а опера је премијерно изведена у Милану 21. маја 1892. године под диригентском палицом Артура Тосканинија. Радња опере прати живот комедијаша - пајаца и завршава се трагично, убиством, због љубоморе.